# Schloßvippach
Schloßvippach település Németországban, azon belül Türingiában. Lakosainak száma 1334 fő (2023. december 31.). Schloßvippach Sömmerda, Großrudestedt, Eckstedt, Sprötau és Markvippach községekkel határos.

## Népesség
A település népességének változása:
| Lakosok száma | 1394 | 1377 | 1361 | 1347 | 1334 |
|               | 2017 | 2019 | 2021 | 2022 | 2023 |